# Agardhiella zoltanorum
Agardhiella zoltanorum is een slakkensoort uit de familie van de Argnidae. De wetenschappelijke naam van de soort is voor het eerst geldig gepubliceerd in 2008 door Subai.